# Bošnjačko-hrvatski sukob: Kreševo
Početkom srpske agresije na Bosnu i Hercegovinu, u Kreševu se formira HVO, a u njegovim redovima sudjeluju i pripadnici bošnjačkog naroda. Ibrahim Lisovac, početkom 1992. godine, vraća se u rodno Kreševo, nagovara Bošnjake da napuste redove HVO-a i oko sebe okuplja visoke rezervne časnike bivše JNA, Kasima Kulašina i Vahida Fatića. To produbljuje nepovjerenje i pojačava napetosti između Hrvata i Bošnjaka. On organizira paralelne vojne postrojbe bošnjačkog naroda pa kreševski Bošnjaci iz redova HVO-a masovno prelaze u redove Armije BiH. Sa svojim istomišljenicima, Lisovac propagira politiku protiv suživota, a Hrvate i Srbe predstavlja kao zajedničke neprijatelje. Kreševske postrojbe Armije BiH koje se povlače u Tarčin, općina Hadžići gdje se pripremaju za kasnije napade na kreševsko područje, pljačku, paljenje, etničko čišćenje i protjerivanju hrvatskog pučanstva iz nekih dijelova općine Kreševo.
Oružani napad postrojbi Armije BiH na Hrvate općine Kreševo počinje 17. lipnja 1993. godine, s ciljem da se svrgne legalno izabrana općinska vlast. U ranim jutarnjim satima napadnute su tri obrambene točke HVO-a: lokalitet zvan Pirinski propust, selo Prin i kontrolni punkt Blinje. Napad su poduzele specijalne diverzantske jedinice Armije BiH: »Crni labudovi«, »Begova divizija« i »Handžar divizija '89.« te dijelovi postrojbe »Al Fatah '90«. Te postrojbe bile su ojačane dijelom 9. brdske brigade Armije BiH.
Napad je bio silovit i nadmoćan oružjem i ljudstvom pa je HVO pretrpio znatne gubitke. Osim toga, kreševske postrojbe HVO-a bile su bez ratnog iskustva i nespremne su dočekale oružani sukob s Armijom BiH, a nisu ni bile pripremane za napad, nego za obranu svojih kuća. Prvog dana borbi poginulo je 10 vojnika HVO-a, teže ranjeno osam, a šest su ih zarobili pripadnici Armije BiH. Napadi se nastavljaju i dva sljedeća dana. U tim borbama Armija BiH je zauzela selo Pirin i do temelja ga spalila, oko 200 Hrvata mještana je protjerano, a oko 70 staraca i žena je zarobljeno. Seosko groblje s područnom crkvicom je uništeno. Topnička postrojba Armije BiH je na groblju podigla topnički položaj ne poštujući dostojanstvo toga mjesta.
Postrojbe Armije BiH napadaju područje općina Kreševo iz Tarčina (općina Hadžići) i s planine Igman, a potom i iz pravca Konjica, preko fojničkog sela Dusine. Napadi se izvode pješadijom uz pomoć tenkova T-55, minobacača i protuzrakoplovnog oružja. U tri dana borbi poginulo je ukupno 13 vojnika HVO-a, ranjeno ih je 20, a nestalo 12. Najžešći napad Armije BiH na kreševsku općinu bio je od 23. do 26. lipnja 1993. godine, kada su zauzeli selo Deževice, dobrim ga dijelom spalili, a njegovih 250 stanovnika Hrvata protjerali. Hrvatske kuće su i ovdje najprije opljačkane, a zatim uništene. Veći dio nadgrobnih ploča je porušen. Stradala je župna crkva i župni stan. Postrojbe 82. brdske brigade Armije BiH 23. lipnja 1993. godine snažno napadaju kreševska sela Crnički Kamenik, Crniće, Bjeloviće, Ratkoviće i Kojsinu. U žestokom ratnom okršaju poginula su četiri vojnika HVO-a, jedan je zarobljen.
██ HVO
██ HVO osvojio od ARBiH
██ VRS
██ VRS osvojila od ARBiH
██ ARBIH
██ ARBiH osvojila od HVO
██ HVO – HZ Soli – bez oružanog sukoba. HVO se sam raspustio, teritorij preuzela ARBiH
██ HVO Bihać – bez oružanog sukoba. Skupa s ARBiH
██ HVO Sarajevo – HZ Vrhbosna – bez oružanog sukoba; ARBiH prisilno ukinula HVO
Siloviti napadi Armije BiH nastavljaju se i početkom srpnja 1993. godine. Zauzeto je selo Crnički Kamenik i iz njega protjerano 80 mještana, stoka je opljačkana, a u hrvatske kuće nastanjuju se bošnjačke izbjeglice koje su Srbi protjerali iz Foče i okolice Goražda. U seoskoj podružnoj crkvici smjestili su se vojnici Armije BiH. I u kolovozu 1993. godine ne jenjavaju napadi, a 21. kolovoza 1993. godine iz zasjede su ubijena dva vojnika HVO-a i zarobljeno dvoje hrvatskih civila, od kojih jedna žena u devetom mjesecu trudnoće. Od kolovoza 1993. godine intenzitet ratnih operacija Armije BiH je sve slabiji, do njihova potpunog prekida sporazumom o prekidu vatre u Washingtonu. No, dotadašnja granatiranja već su prouzročila veliku štetu na stambenim, gospodarskim i sakralnim objektima.
O ratnim prilikama u Kreševu svjedoči gvardijan franjevačkog samostana koji kaže da su svi fratri ostali u Kreševu. Hrvate pa i fratre rat s Bošnjacima je zatekao nepripremljene, počeo je neočekivano. Čim su postrojbe Armije BiH napale gradić, počelo se pomišljati na evakuaciju civila. Ona je bila doista i naređena. Jedan mladić je prenio fratrima u samostan. Fratri su bili jednodušni u odluci da neće iz Kreševa. Takvoj odluci hrvatskih političkih čelnika Kreševa osobno se suprotstavio gvardijan na taj način što je u habitu, pomalo ljutit, prošetao Kreševom hrabreći vjernike da ostanu u gradu. On navodi da je šest sela »očišćeno« od Hrvata: Poljani, Kojsina, Vranci, Crnići, Ratkovići i Bjelovići.[nedostaje izvor]
U Kreševu je i poslije sklopljenog primirja ostalo Bošnjaka, a bilo ih je i za ratnih sukoba. Kreševom je kružila priča da je Alija Izetbegović gradić Kreševo obećao Fočacima kada ga osvoji Armija BiH. Time se tumači podatak da je medu onima koji su jurišali na Kreševo bilo najviše Bošnjaka iz Foče.
Za vrijeme bošnjačko-hrvatskog sukoba na području općine Kreševo bilo je mnogo mrtvih. Gorjele su hrvatske kuće, stambene i gospodarske zgrade. Od Hrvata je u potpunosti »očišćeno« šest sela: Poljani, Kojsina, Vranci, Crnići, Ratkovići i Bjelovići. Unatoč brojnim i žetokim napadima mnogoljudnije i bolje naoružane Armije BiH, kreševski HVO je uspio obraniti veći dio općine Kreševo zajedno s gradićem Kreševo i zadržati ga pod svojom kontrolom.